# Cel·la de metal·lització programable
La cel·la de metal·lització programable, o PMC, és una memòria d'ordinador no volàtil desenvolupada a la Universitat Estatal d'Arizona. PMC, una tecnologia desenvolupada per substituir la memòria flaix àmpliament utilitzada, que ofereix una combinació de vida útil més llarga, menor potència i millor densitat de memòria. Infineon Technologies, que va llicenciar la tecnologia el 2004, s'hi referia com a RAM de pont conductor o CBRAM. CBRAM es va convertir en una marca registrada d'Adesto Technologies el 2011. NEC té una variant anomenada "Nanobridge" i Sony anomena la seva versió "memòria electrolítica".

## Descripció
PMC és una tecnologia de memòria resistiva de dos terminals desenvolupada a la Universitat Estatal d'Arizona. El PMC és una memòria de metal·lització electroquímica que es basa en reaccions redox per formar i dissoldre un filament conductor. L'estat del dispositiu ve determinat per la resistència entre els dos terminals. L'existència d'un filament entre els terminals produeix un estat de baixa resistència (LRS) mentre que l'absència d'un filament dona lloc a un estat d'alta resistència (HRS). Un dispositiu PMC està fet de dos elèctrodes de metall sòlid, un relativament inert (per exemple, tungstè o níquel) i l'altre electroquímicament actiu (per exemple, plata o coure), amb una fina pel·lícula d'electròlit sòlid entre ells.

## Funcionament del dispositiu
L'estat de resistència d'un PMC està controlat per la formació (programació) o dissolució (esborrat) d'un filament conductor metàl·lic entre els dos terminals de la cèl·lula. Un filament format és una estructura semblant a un arbre fractal.

### Formació de filaments
El PMC es basa en la formació d'un filament conductor metàl·lic per passar a un estat de baixa resistència (LRS). El filament es crea aplicant una polarització de tensió positiva (V) al contacte de l'ànode (metall actiu) mentre es posa a terra el contacte de càtode (metall inert). El biaix positiu oxida el metall actiu (M):
M → M + + e −
La polarització aplicada genera un camp elèctric entre els dos contactes metàl·lics. Els ions metàl·lics ionitzats (oxidats) migren al llarg del camp elèctric cap al contacte del càtode. En el contacte del càtode, els ions metàl·lics es redueixen:
M ++ e − → M
A mesura que el metall actiu es diposita al càtode, el camp elèctric augmenta entre l'ànode i el dipòsit. L'evolució del camp elèctric local (E) entre el filament en creixement i l'ànode es pot relacionar de manera simplista amb el següent:
{\displaystyle E=-{\frac {V}{d}}}
on d és la distància entre l'ànode i la part superior del filament en creixement. El filament creixerà per connectar-se a l'ànode en pocs nanosegons. Els ions metàl·lics es continuaran reduint al filament fins que s'elimini el voltatge, ampliant el filament conductor i disminuint la resistència de la connexió amb el pas del temps. Un cop eliminada la tensió, el filament conductor es mantindrà, deixant el dispositiu en un LRS.
El filament conductor pot no ser continu, sinó una cadena d'illes d'electrodipòsit o nanocristalls. És probable que això prevalgui amb corrents de programació baixes (menys d'1 μA), mentre que un corrent de programació més alt conduirà a un conductor majoritàriament metàl·lic.

### CBRAM vs. ReRAM d'òxid metàl·lic
CBRAM difereix del ReRAM d'òxid metàl·lic perquè, per a CBRAM, els ions metàl·lics es dissolen fàcilment en el material entre els dos elèctrodes, mentre que per als òxids metàl·lics, el material entre els elèctrodes requereix un camp elèctric elevat que causa danys locals semblants a la ruptura dielèctrica, produint un rastre. de defectes de conducció (de vegades anomenat "filament"). Per tant, per a CBRAM, un elèctrode ha de proporcionar els ions de dissolució, mentre que per a la RRAM d'òxid metàl·lic, cal un pas de "formació" únic per generar el dany local.

### CBRAM vs. Flash NAND
La forma principal de memòria no volàtil d'estat sòlid que s'utilitza és la memòria flaix, que s'utilitza en la majoria de funcions que abans ocupaven els discs durs. Flash, però, té problemes que van portar a molts esforços per introduir productes per substituir-lo.
A diferència del flash, PMC escriu amb una potència relativament baixa i a alta velocitat. La velocitat està inversament relacionada amb la potència aplicada (fins a un punt, hi ha límits mecànics), de manera que es pot ajustar el rendiment.
PMC, en teoria, pot escalar a mides molt més petites que el flaix, teòricament tan petites com unes quantes amplades d'ions. Els ions de coure són d'uns 0,75 angstroms, de manera que semblen possibles amplades de línia de l'ordre dels nanòmetres. PMC es va promocionar com un disseny més senzill que el flash.